# 2010 GB174
2010 GB174 és un objecte separat. Mai s'acosta més a prop de 48,5 ua del sol (sobre la vora exterior del cinturó de Kuiper). La seva llarga excentricitat suggereix que es dispersa gravitacionalment cap a la seva òrbita actual. És, com tots els objectes separats, fora de la influència actual de Neptú, així de com va aconseguir la seva òrbita actual encara no pot ser explicada.
És possiblement un planeta nan.